# Kiepenkerl
Kiepenkerl è il nome di una scultura andata perduta realizzata da August Schmiemann nel 1896 e originariamente situata a Münster, in Germania. Dell'opera vennero realizzate più copie, fra cui quella sostitutiva di Albert Mazzotti Jr più varie repliche dell'artista Jeff Koons.

## Storia
Il primo esemplare di Kiepenkerl era in pietra arenaria e venne inaugurato il 16 ottobre 1896 allo Spiekerhof di Münster. Dopo essere stata distrutta da un carro armato durante la seconda guerra mondiale, venne inaugurata, il 20 settembre 1953, una nuova statua in bronzo collocata nuovamente allo Spiekerhof di Münster.
In occasione del Skulptur Projekte del 1987, lo scultore americano Jeff Koons creò almeno due repliche della statua in acciaio inossidabile fuso e lucido che oggi sono collocate all'Hirshhorn Museum and Sculpture Garden di Washington e al Guggenheim Museum di Bilbao. Il Kiepenkerl di Koons, ricordato per essere stato la sua prima installazione pensata per un luogo pubblico, rappresenta per l'artista, così come per gli abitanti della cittadina tedesca, "l'auto-sufficienza, l'abbondanza, e la relazione morale con il mondo".

## Descrizione
La statua originale, così come le sue repliche, raffigurava Kiepenkerl, un mercante ambulante del Münsterland. Il soggetto indossa un grembiule di lino e porta con sé un cesto per il trasporto colmo di cibo, un fischietto e un bastone da passeggio.

## Galleria d'immagini

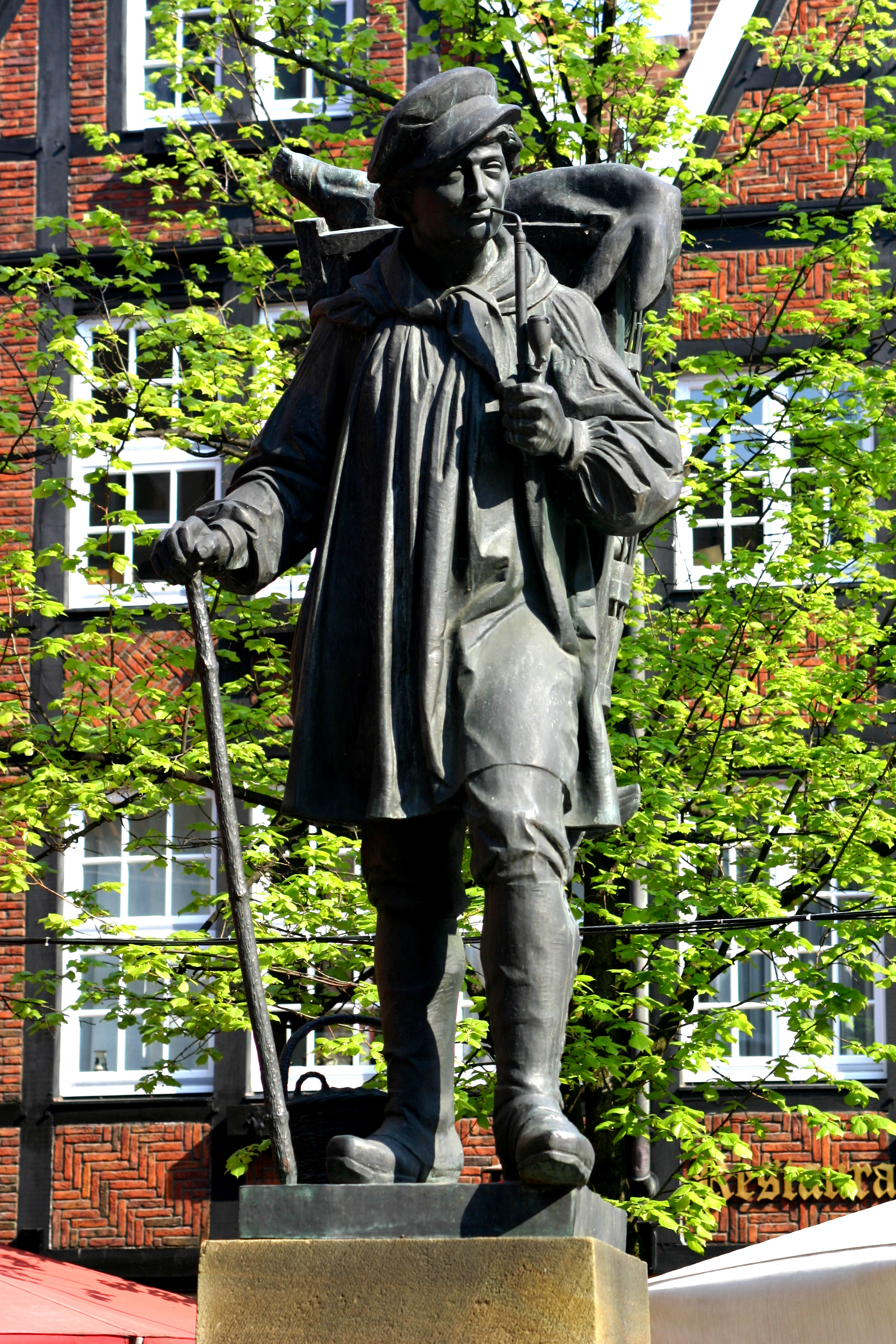
Kiepenkerl di Albert Mazzotti Jr (1953) a Münster
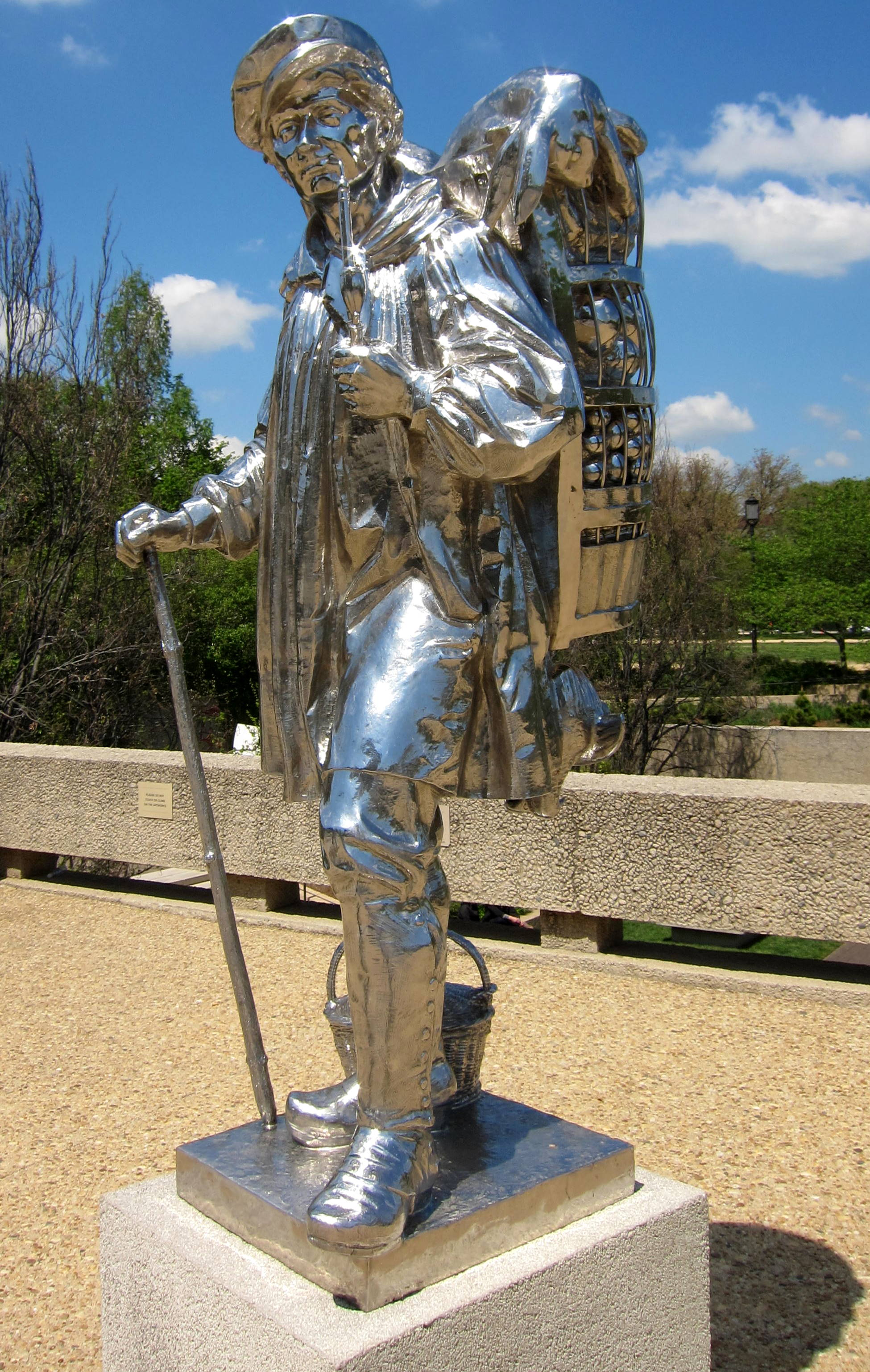
Kiepenkerl di Jeff Koons (1987) nell'Hirshhorn Museum and Sculpture Garden